# Julia Guerra Lacunza
Julia Guerra Lacunza (Pamplona, 12 de febrero de 1953 - Algeciras, 2 de marzo de 2008) fue una escritora española que se dedicó a la poesía.

## Biografía
Nacida en Pamplona, es la mayor de cinco hermanos. Estudió durante su infancia en la Madres Dominicas de Villava, al principio, y en el colegio del Sagrado Corazón de Pamplona, con posterioridad. Desde temprana edad muestra interés hacia la escritura al ganar, con siete años, su primer concurso literario en un certamen nacional convocado por Coca-Cola.
Trabaja en la sastrería familiar hasta los veinte años, en la hostelería y como correctora en la Editorial Aranzadi.
Será, tras unas vacaciones entre amigos en Algeciras, cuando descubre "luz del sur" que le llevará a dejar su puesto de trabajo y a su familia en Pamplona para marcharse a vivir al sur peninsular. Será en los últimos años de su vida, tras casarse con Abdul, su amor de origen marroquí, que fijará su atención al problema de la inmigración y el entendimiento entre pueblos vecinos.
En el año 2008 la poetisa Julia Guerra falleció en un accidente automovilístico en la carretera N-340 a la altura de Algeciras. En su memoria, en 2008, la Junta Directiva de la Unidad Cívica Andaluza por la República-Campo de Gibraltar (UCR) convocó el I Certamen de Poesía Social "Julia Guerra".

## Trayectoria
Julia Guerra inició su andadura literaria en 1979, publicando esporádicamente poemas en la revista Río Arga y Pamiela. Participa en programas de radio de la Cadena SER, como Discofilia, junto a Joaquín Luqui.
Varios de sus poemas fueron publicados por Ángel Urrutia Iturbe, junto a Maite Pérez Larumbe y Blanca Gil Izco, en la Antología de Poetas Navarros publicado en 1982 por la Diputación Foral de Navarra.
Su obra se desarrolla entre el norte y el sur, debido a que su vida transcurrió entre las ciudades de Pamplona y Algeciras. A lo largo de ella se aprecia una evolución de una poesía de emociones vitales, de encuentros y desencuentros, de luces y sombras, hacia una poesía de alcance social cada vez más descarnada con un afán integrador de todas las culturas.
Publicó artículos también en diferentes medios como Guadalmesí de Tarifa, Europa Sur, Radio Algeciras de la Cadena Ser o del diario La mañana, de Tánger, La Gauchita de Argentina. Formó parte del colectivo literario Yaraví junto a Juan Emilio Ríos, presidente del Ateneo José Román.

## Obras
Títulos de su obra poética son:
- Testamento de lunas (1983), autoeditado, treinta y ocho poemas, sobre el amor y la muerte, principalmente.[6][7]
- Los hijos de la sombra (1986), de tono más político y social,[6] dedicado a Mikel Zabalza, reúne cincuenta y cinco poemas.[12]
- Cárcel de la memoria (1992), con la ayuda a la Creación Literaria del Departamento de Educación y Cultura del Gobierno de Navarra, de temática político-social[6] dedicado a Paco Tori.[12]
- Al viento (Editorial Medialuna, 1996), dedicado a la muerte de su amigo Kepa Larumbe Biurrun.
- Dos orillas (2003), publicado en Algeciras, poemario en bilingüe (árabe-español).[6]

Título de obras colectivas en las que participó:
- Antología poética X Aniversario de Bilaketa (1986).[12]
- Antología poética vasca en Homenaje al 50ª aniversario de Guernica (Vosa, 1988).[12]
- Antología poética "Mujeres Río Arga" de Charo Fuentes (1988).
- Antología Poetas Vascas de Julia Otxoa (1990).
- Revista Vasca Emakunde (1998).
- Arribar a la Bahía (2000).

## Premios y reconocimientos
- Mención especial del I Certamen Poético del Centro de la Mujer del Ayuntamiento de San Roque (2003).[13][10]
- En la ciudad de Algeciras hay una calle que recuerda su nombre y su actividad como poeta,[14] dedicada el 15 de febrero de 2014.[15]